# Habrotrocha levis
Habrotrocha levis är en hjuldjursart som beskrevs av Donner 1951. Habrotrocha levis ingår i släktet Habrotrocha och familjen Habrotrochidae. Inga underarter finns listade i Catalogue of Life.